# Jimmy Nielsen
Jimmy Kjær Nielsen (født 6. august 1977 i Aalborg), også kendt som Den Hvide Puma, er en dansk/amerikansk fodboldtræner i Hartford Athletic og tidligere professionel fodboldmålmand. Han nåede i sin karriere at spille for AaB, Leicester, Millwall, Vejle og amerikanske Sporting Kansas City i Major League Soccer
Han blev dansk mester med AaB i 1999 og vandt Major League Soccer og MLS Cuppen med Sporting Kansas City i 2013.

## Karriere
Jimmy Nielsen spillede i B52/Aalborg FC, Millwall FC, AaB og Vejle Boldklub.
Fra sin første dag i AaB-trøjen var Jimmy Nielsen fast mand og var kun ude af startelleveren en enkelt halvleg pga. et fald fra trappen ned til omklædningsrummet. Jimmy Nielsen har flere gange været udtaget til det danske fodboldlandshold, men har endnu ikke fået sin debut.
I 2006 påbegyndte Jimmy Nielsen sin 12. sæson som sidste skanse i AaB. Med mange store redninger havde han en stor aktie i, at AaB vandt deres første medaljer i otte år. Jimmy Nielsen nåede i alt 398 tællende kampe for AaB – heraf 340 kampe i træk i SAS Ligaen, hvilket er rekord.
Efter 2006/2007 sæsonen skiftede Jimmy Nielsen til Leicester City, hvor han aldrig fik et gennembrud. Derfor vendte han i 2008 tilbage til dansk fodbold og Vejle Boldklub. Her blev han fra dag ét en central figur på klubbens superligamandskab og fik hurtigt tildelt anførerbindet. Men 2. februar 2010 valgte Jimmy Nielsen efter aftale med den sportslige ledelse at degradere sig selv til VB's U-trup . Grunden var, at han ikke længere kunne finde motivationen og ønskede at skifte klub.
Kort efter underskrev Jimmy Nielsen en etårig kontrakt med den amerikanske Major League Soccer klub Kansas City Wizards, der siden skiftede navn til Sporting Kansas City. Opholdet i MLS blev succesfuldt for Jimmy Nielsen, der i en alder af 36 år ved afslutningen af 2013 sæsonen valgte at afslutte karrieren.
Han står noteret for 4 ligalandskampe for Danmark.

## Træner karriere

### Oklahoma City
Den 19. december 2013 blev Jimmy Nielsen præsenteret som ny træner for Oklahoma City.

## Titler
Jimmy Nielsen vandt både i 1998 og 2004 Det gyldne bur og dermed titlen som Årets målmand i Danmark. Vinderen bliver fundet gennem en afstemning blandt målmændene i de to bedste danske rækker.
I sæsonen 1998/1999 blev Jimmy Nielsen dansk mester med AaB.
Han blev udtaget til MLS All Stars i 2010 og 2012 hvor han desuden vandt prisen som årets målmand i MLS. Han vandt også "Save of the Week" i MLS 4 gange på et halvt år.
Han vandt med Sporting Kansas City MLS-ligaen i 2013 efter sejr over Real Salt Lake i finalen med 7-6 i straffe, 1-1 efter forlænget spilletid.

## Privat
Jimmy Nielsen har tilnavnet "Den Hvide Puma".

### Tusind på rød
Jimmy Nielsen udgav i 2007 selvbiografien Tusind på rød, hvor han fortæller om sit liv som professionel fodboldspiller. Som titlen antyder, handler bogen også om ludomani. Jimmy Nielsen var i flere år afhængig af spil og satte sig selv i en dyb gæld på trods af sin høje indtægt fra livet som professionel fodboldspiller. Jimmy Nielsen og holdkammeraten David Nielsen var skyld i at den lokale kiosk "Spilleboxen" måtte lukke fordi de to ikke kunne betale deres gæld. Der blev indgået en afdragsordning, men denne var de to fodboldspillere ikke i stand til at overholde.